# Santa Maria del Castelló Sobirà
Santa Maria del Castelló Sobirà fou l'església [parroquial del Castell de Sant Miquel de la Vall Sobirà, o Castelló Sobirà, fins que fou substituïda en el caràcter d'església parroquial per la de Sant Miquel de la Vall. Està situada, doncs, en el terme municipal de Gavet de la Conca, dins de l'antic terme d'Aransís, en el seu annex de Sant Miquel de la Vall. Segons alguns autors (Buron, 1994), estava dedicada a sant Miquel.
Les seves restes es troben a l'extrem de ponent de la plataforma que acull el mateix castell i el vilatge de Sant Miquel de la Vall Sobirà, en el recinte inferior d'aquest castell, prop de la muralla de migdia.
Documentada des del 953 en la documentació de Santa Maria de Gerri de la Sal, juntament amb les esglésies del monestir de Sant Privat, Sant Miquel de la Vall, Sant Martí de Barcedana, Sant Cristòfol de la Vall i Santa Cecília de Barcedana, correspon en realitat a documentació del segle xi on es falsifica la data. A partir d'aquesta data, se'n tenen esments freqüents: 1086, en una donació de Llimiana i els seus castellons als comtes de Pallars Jussà per part del comte d'Urgell Ermengol IV; 1164 en una butlla papal (d'Alexandre III adreçada al monestir de Gerri de la Sal; 1279, en una dècima papal adreçada al deganat de Tremp; 1314, en una visita pastoral dels delegats de l'Arquebisbe de Tarragona; 1391, en una dècima del bisbat d'Urgell…
A partir del segle xv es produeix una decadència d'aquesta església, i de tot el Castelló Sobirà, i el 1526 Santa Maria del Castelló Sobirà apareix com a sufragània de Sant Miquel de la Vall, juntament amb Sant Serni de Castellet. El 1758, en una visita pastoral, ni tan sols hi consta; sí, en canvi, la capella de Sant Gervàs del Castelló Sobirà i la sufragània de Sant Martí de Barcedana.
Era una església d'una sola nau, amb un banc de pedra tot al llarg del perímetre, llevat de l'absis. A orient, l'absis semicircular, refet al segle xiii. La nau té una llargària de 10,2 m., i una amplada que va de 3,68 a 3,55 m. L'absis marca un radi d'1,5 m. El gruix de les parets quasi arriba al metre: 0,9 m. Tanmateix, l'ampliació del XIII allargà dos metres la nau, a més de canviar la porta de migdia a ponent. Les excavacions del 1979 han permès saber que tenia el terra enllosat i una coberta de fusta a doble vessant, amb lloses damunt de les bigues. Es va trobar la biga mestra, cremada, cosa que fa suposar que fou un incendi el que va cloure les activitats d'aquesta església.
Les excavacions esmentades foren molt fructíferes, i permeteren treure a la llum pública molt detalls referits a l'església i al conjunt del vilatge que atenia.